# Шалев, Габриэла
Габриэ́ла Шале́в (ивр. גבריאלה שלו‎, рол. 19 августа 1941 года в Тель-Авиве, Британский мандат в Палестине) — израильский юрист. Она была четырнадцатым послом Израиля в ООН.

## Ранние годы
Швлев родилась в Тель-Авиве в 1941 году. Родители её матери были убиты в Аушвице, а родители её отца были вынуждены оставить свою комфортную жизнь в Берлине и эмигрировали в подмандатную Палестину.
В 1959 году она была призвана в АОИ и была демобилизована с почестями в 1961 году в должности лейтенанта. В 1966 году она закончила обучение на бакалавра права в Еврейском университете в Иерусалиме с оценкой summa cum laude, высший балл с отличием. Будучи студентом, она помогала и поддерживала свою семью. В 1969 году она также закончила в Еврейском университете обучение на магистра права с оценкой summa cum laude, и получила степень доктора права (Doctor Jur.) также с высшим баллом с отличием (summa cum laude) в 1973 году. Её наставником был Гад Тадески (1907—1992), израильский юрист, лауреат Премии Израиля в области юриспруденции (1954).
Её супруг, Шауль Шалев, погиб около Суэцкого канала в Войне Судного дня (1973) и она воспитывала двух детей в одиночку. В период с 1975 по 1976 год она занималось научной работой (пост-докторат) на юридическом факультете Гарвардского университета.
Швлев работала служащей в Верховный суд Израиля с 1964 по 1966 год, а также в юридическом отделе Сохнута в 1967. Её приняли в Израильскую коллегию адвокатов в 1968 году. Она была главным редактором судебных решений Верховного суда Израиля с 1968 по 1980 (и затем снова в 1998 году), и главным юрисконсультом по реформе национальных служб здравоохранения в 1991 году. Она также была юрисконсультом, арбитром и экспертом в Израиле и за рубежом по судебным вопросам, касающимся национальных и международных сделок.

## Академическая карьера
Шалев стала преподавателем и членом факультета права Еврейского университета в Иерусалиме в 1964 году. В 1986 года она стала полным профессором контрактного права в этом же университете.
Она была приглашённым профессором в Temple Law School, Филадельфия (1975), Boston College School of Law в 1976 и 1981 годах, Tulane Law School в 1988 году, University of Glasgow School of Law в 1991, Торонтский университет в 1993, Лёвенский католический университет в 1996 и Фрибурский университет в 1998 году.

## Посол в ООН
24 июня 2008 года израильский премьер-министр Эхуд Ольмерт и глава МИДа Ципи Ливни назначили Шалев на должность нового израильского посла в ООН, заменив Дана Гиллермана. Пресс-секретарь Ливни заявил: «ООН — это арена, на которой требуются дополнительные качества в дополнение к дипломатическим know-how. Тот факт, что она — женщина и юрист, уважаемый во всём мире, с большим опытом общественных работ, делает её лучшим кандидатом на эту должность». Ливни подверглась критике за этот выбор, но ответила: «Мне было важно назначить женщину, которая будет представлять Израиль в такой важной организации. Профессор Шалев пользуется международным уважением; она с успехом работала на многих общественных должностях в Израиле».
8 сентября она представила свои дипломатические верительные грамоты генеральному секретарю ООН Пан Ги Муну и стала первой женщиной в должности посла Израиля в ООН. По этому случаю она заявила: «как женщина, профессор и, прежде всего, гордая израильтянка, я рада данной мне возможности принести пользу государству на международной арене в ООН».
Швлев служила в должности израильского посла в ООН до октября 2010 года. Сегодня она является президентом Академического Колледжа Оно (Ono Academic College).